# Ducati Monster 600
Ducati Monster 600 – włoski motocykl typu naked bike produkowany przez Ducati w latach 1994–2001. W roku 2002 został zastąpiony przez model Ducati Monster 620.

## Dane techniczne/Osiągi
Silnik: V2
Pojemność silnika: 583 cm³
Moc maksymalna: 51 KM/8000 obr./min
Maksymalny moment obrotowy: 50 Nm/6000 obr./min
Prędkość maksymalna: 215 km/h
Przyspieszenie 0–100 km/h: 5,1 s
- Motocykl (6/2012); Wydawnictwo Motor-Presse Polska Sp. z o.o., Wrocław 2012, s. 96-99, ISSN 1230-767X.